# 26 av. J.-C.
Cette page concerne l'année 26 av. J.-C. du calendrier julien.

## Événements
- 1er janvier : Auguste inaugure à Tarragone son huitième consulat[1]. Il intervient contre les Astures et les Cantabres pour pacifier le Nord-Ouest de l'Hispanie (guerres cantabres, fin en 25 av. J.-C.)[2]. Il tombe malade pendant la campagne et se retire à Tarragone[3].

- Disgrâce et suicide du préfet d’Égypte Cornelius Gallus[4].

## Décès en 26av. J.-C.
- Gallus, homme politique et poète romain.